# Попадьино (Нижегородская область)
Попа́дьино — деревня в Павловском районе Нижегородской области. Входит в состав городского поселения город Горбатов.

## География
Находится в 18 км к северу от Павлово и в 62 км к юго-западу от Нижнего Новгорода. Абсолютная высота над уровнем моря — 165 м..

### Часовой пояс
Попадьино находится в часовой зоне МСК (московское время). Смещение применяемого времени относительно UTC составляет +3:00.

## Население
| 2002 | 2010 |
| ---- | ---- |
| 218  | ↘151 |

Национальный состав
Согласно результатам переписи 2002 года, в национальной структуре населения русские составляли 99% из 218 человек.